# 1938
1938 (MCMXXXVIII) fue un año común comenzado en sábado según el calendario gregoriano. Fue designado como:
- El año del tigre según el Horóscopo Chino.

## Acontecimientos

### Enero
- 1 de enero: en Brasil, el presidente Getúlio Vargas inicia el Estado Novo, de tendencia fascista.
- 8 de enero: en la guerra civil española, el coronel Domingo Rey d'Harcourt, al frente de las fuerzas franquistas sitiadas en Teruel, se rinde ante las tropas republicanas.
- 12 de enero: en Berlín (Alemania), el mariscal de campo Werner von Blomberg, ministro de Guerra de Hitler, se casa con Eva Gruhn; su padrino es Hermann Göring.
- 16 de enero:
  - en Viena (Austria) ―dos meses antes del comienzo de la invasión de Alemania (1938-1945)― se realiza una importante grabación en vivo: el primer registro de la Novena sinfonía de Gustav Mahler por la Orquesta filarmónica de Viena bajo la dirección de Bruno Walter
  - en Nueva York se produce una importante grabación en vivo: Benny Goodman y su orquesta se convierten en los primeros músicos de jazz que tocan en el Carnegie Hall.
- 25 de enero: por la noche, en todo el norte del planeta se aprecia una aurora boreal más intensa de lo común (que puede verse tan al sur como Gibraltar).
- 27 de enero:
  - el puente Niágara, sobre las cataratas del Niágara colapsa debido al hielo.
  - el ministro de Guerra alemán Werner von Blomberg renuncia tras la revelación de que años antes su esposa había posado para una sesión de fotos pornográficas.
- 30 de enero: formación en Burgos (España) del Primer Gobierno nacional de España (1938-1939), en el que Francisco Franco asume oficialmente los cargos de jefe de Estado y de Gobierno.

### Febrero
- 1 de febrero: en Salamanca (España) finalizan las proclamas radiofónicas del general Queipo de Llano.
- 2 de febrero: en España, los militares rebeldes adoptan como emblemas el escudo y la corona imperial de los Reyes Católicos.
  - en el mar de Banda se registra un fuerte terremoto de 8,6 que provoca un destructivo tsunami.
- 4 de febrero:
  - en Alemania, Hitler se autoproclama comandante supremo de las fuerzas armadas.
- 5 de febrero: en Zacatepec de Hidalgo (México), el presidente Lázaro Cárdenas del Río inaugura el municipio Emiliano Zapata.
  - en Alemania, Adolf Hitler abole el Ministerio de Guerra y crea el Oberkommando der Wehrmacht (alto comando de las fuerzas de defensa), que le dio control directo del ejército alemán. Además hace echar a todos los líderes políticos y militares que él consideraba que no comulgaban con su filosofía. El general Werner von Fritsch es forzado a renunciar como comandante del ejército alemán por acusaciones de homosexualidad, y fue remplazado por el general Walther von Brauchitsch. El ministro de Exterior Konstantin von Neurath es remplazado por Joachim von Ribbentrop.
  - en los Estados Unidos se estrena Blancanieves y los Siete Enanitos, de Walt Disney, el primer largometraje animado.
- 6 de febrero: en la playa Bondi Beach (/bóndai bích/) de Sídney (Australia), 300 nadadores son arrastrados al océano por tres olas. Entre 80 salvavidas logran salvar y reanimar a todos excepto a 5.
- 7 de febrero: en Barcelona se estrena la película La casta Susana, uno de los pocos filmes estrenados en época de guerra.
- 10 de febrero: en Rumanía el rey Carol II inicia una dictadura.
- 14 de febrero: en Singapur se inaugura la base naval británica.
- 16 de febrero:
  - Kurt Schuschnigg, canciller federal, reforma el gobierno austríaco y nombra ministro del Interior al nazi Arthur Seyß-Inquart.
  - en Irán, una orden gubernamental prescribe la utilización del idioma iraní en todos los ámbitos de la vida pública, tanto oral como por escrito.
- 20 de febrero:
  - en Reino Unido dimite Anthony Eden (ministro de Asuntos Exteriores); le sucederá Edward Halifax.
  - en Argentina el doctor Roberto Marcelino Ortiz es elegido nuevo presidente.
- 22 de febrero: Alemania e Italia aceptan la propuesta británica sobre la retirada de voluntarios en la guerra civil española. Por otro lado, las fuerzas nacionalistas de Juan Yagüe y José Enrique Varela toman la ciudad de Teruel, después de dos días de lucha, y hacen prisioneros a 14.500 republicanos.
- 23 de febrero: en Nueva York, el boxeador estadounidense Joe Louis se proclama de nuevo campeón mundial de los pesos pesados al derrotar por nocaut en el tercer asalto a Nathan Mann.
- 24 de febrero: en Arlington (Nueva Jersey), la fábrica DuPont inicia la fabricación del primer producto de nailon destinado a la venta: un cepillo de dientes.

### Marzo
- 1 de marzo: en California (Estados Unidos), el río Santa Ana inunda el condado de Orange. Mueren 58 personas.
- 3 de marzo: en Arabia Saudita se descubre petróleo.
- 12 de marzo: Alemania invade Austria y proclama el Anschluss o anexión por el canciller Adolf Hitler.
- 16 de marzo: Comienzan tres días de bombardeos sobre la población civil de Barcelona por los sublevados en la Guerra Civil causando más de mil muertos.
- 18 de marzo: en México, el presidente Lázaro Cárdenas del Río declara la expropiación petrolera.
- 27 de marzo:
  - en Uruguay se implementa por primera vez el sufragio femenino en las elecciones generales, que son ganadas por Alfredo Baldomir.
  - en Italia, el matemático italiano Ettore Majorana desaparece en circunstancias misteriosas en un viaje por mar entre Palermo (Sicilia) y Nápoles.
- 30 de marzo: en México, se crea el Partido de la Revolución Mexicana (PRM) a partir del PNR.

### Abril
- 1 de abril: en Suiza se crea la fábrica de café instantáneo Nescafé.
- 3 de abril: las fuerzas del general Francisco Franco llegan a la frontera de Cataluña.
- 6 de abril: en un laboratorio de la empresa DuPont en Texas (Estados Unidos), el químico Roy J. Plunkett (1910-1994) descubre el teflón.
- 10 de abril: en Austria, un referéndum nacional aprueba el Anschluss (la anexión) por un 99.73 %. El resultado asombra incluso a Adolf Hitler.
- 14 de abril: en España, la zona republicana es cortada en dos por los militares golpistas.
- 16 de abril: se estrena en España la película El barbero de Sevilla, dirigida por Benito Perojo.
- 18 de abril: en los Estados Unidos aparece por primera vez el personaje Superman.
- 19 de abril: en Turquía un terremoto de 6,7 deja más de 200 muertos.
- 20 de abril: en Uckermark (53°23′37.2″N 13°44′37.8″E / 53.393667, 13.743833), en el extremo norte del estado de Brandemburgo (Alemania) un empresario nazi crea la Esvástica del Bosque como regalo para Adolf Hitler en su 49.º cumpleaños.
- 24 de abril: el congreso de Carlsbad pide la autonomía de los Sudetes.
- 24 de abril: en Estonia, Konstantin Päts se convierte en presidente.
- 28 de abril: Francia e Inglaterra buscan una solución negociada al problema de los Sudetes.

### Mayo
- 5 de mayo: la Santa Sede reconoce como legal la dictadura de Francisco Franco en España.
- 13 de mayo: durante la guerra civil española, el Primer Gobierno nacional crea la Magistratura de Trabajo con la finalidad de que las relaciones laborales fueran objeto de una administración judicial especializada e independiente de cualquier tipo de política.
- 14 de mayo: Chile se retira de la Liga de las Naciones.
- 20 de mayo: el partido nazi alcanza la mayoría en las elecciones de los Sudetes.
- 21 de mayo: en las afueras de la ciudad de Tsuyama, en Okayama (Japón), un tal Mutsuo Toi (21) mata a 30 personas. La masacre de Tsuyama se consideró la peor matanza realizada por un individuo hasta 1982.
- 22 de mayo: Fuga del Fuerte San Cristóbal durante la guerra civil española, una de las más masivas de la historia carcelaria.
- 25 de mayo: en el marco de la guerra civil española, los rebeldes fascistas bombardean la ciudad de Alicante, matando a 313 civiles.
- 25 de mayo: en Buenos Aires, el Club Atlético River Plate inaugura el famoso estadio Monumental ganándole un partido amistoso a Peñarol (de Uruguay) por 3 a 1. En su momento fue el mayor escenario deportivo de Argentina, con capacidad para 130 000 personas.
- 30 de mayo: tropas alemanas preparan la ocupación de Checoslovaquia.

### Junio
- 4 de junio: en Francia Comienza la III edición de la Copa Mundial de Fútbol de 1938.
- 15 de junio: en Budapest (Reino de Hungría), el inventor húngaro Ladislao Biró ―más tarde nacionalizado argentino― patenta el bolígrafo.
- 19 de junio: en San José (Uruguay) se funda el Club Atlético San Lorenzo.
- 19 de junio: en París (Francia) ―en el marco del Campeonato mundial de Fútbol―, Italia gana su segunda Copa Mundial de Fútbol al derrotar en la final a Hungría por 4 a 2.
- 20 de junio: en Argentina se declara como el Día de la Bandera el 20 de junio en memoria de Manuel Belgrano, su creador.
- 20 de junio: en los Estados Unidos se publica el primer número de la revista Action Comics. En ella hace su primera aparición el personaje Superman, creado por Jerry Siegel y Joe Shuster, personaje pionero del género de superhéroes.
- 24 de junio: a 20 km encima de la ciudad estadounidense de Chicora (Pensilvania) explota un meteorito de 450 toneladas.
- 25 de junio: en Irlanda, el Dr. Douglas Hyde es elegido primer presidente de Irlanda.

### Julio
- 9 de julio: en Ciudad de México 12 estudiantes de la facultad de Medicina de la UNAM fundan el Pentatlón Deportivo Militarizado Universitario.
- 14 de julio: el millonario estadounidense Howard Hughes bate un nuevo récord al completar la vuelta al mundo en aeroplano en 91 horas de vuelo.
- 17 de julio: en Nueva York, el aviador Douglas Corrigan ―a quien se le negó repetidas veces el permiso para realizar un viaje intercontinental― despega hacia California a las 	5:15. Al día siguiente a la mañana ―unas 28 horas después― aterrizará en Irlanda, por lo que recibirá el sobrenombre de Wrong Way Corrigan (‘camino errado Corrigan’).
- 18 a 23 de julio: en España, el ejército republicano detiene el avance sobre Sagunto y Valencia de las tropas franquistas en Viver (Ofensiva del Levante).
- 22 de julio: en Alemania, el Tercer Reich emite tarjetas especiales de identidad para los judíos-alemanes.
- 23 de julio: la 112 División de Queipo de Llano conquista Castuera durante la guerra civil española.
- 24 de julio: en España, el Ejército Popular de la República lanza la Ofensiva del Ebro.
- 24 de julio: en Suiza, Nestlé patenta el café instantáneo. (Ya tenía una fábrica de Nescafé desde el 1 de abril).

### Agosto
- 1 de agosto: se produce por primera vez la vitamina K.
- 6 de agosto 400 años de la fundación de Bogotá
- 3 de agosto: fracasa la mediación de Walter Runciman en el problema de los Sudetes.
- 7 de agosto: en la Universidad de Innsbruck, los nazis cierran el Departamento de Teología.
- 27 de agosto: guerra civil española, se constituyó de nuevo el Tribunal Supremo bajo la presidencia de Felipe Clemente de Diego: de los veinte magistrados que lo componían, trece ocupaban otra vez su puesto.

### Septiembre
- 1 de septiembre: en Oruro (Bolivia) se funda el célebre Conjunto Típico Sajama, una de las agrupaciones musicales folclóricas más antiguas de ese país, aún en vigencia.
- 3 de septiembre: en un congreso de delegados celebrado en París se funda la Cuarta Internacional y se aprueba el Programa de Transición elaborado por León Trotski.
- 5 de septiembre: en Chile, después de intentar un golpe de Estado, son brutalmente asesinados 60 jóvenes del Movimiento Nacional-Socialista de Chile en lo que se conoce como la Matanza del Seguro Obrero.
- 9 de septiembre: en Washington (Estados Unidos), el presidente Franklin D. Roosevelt afirma que es 100 % erróneo que Estados Unidos se unirá a cualquier bloque para detener a Hitler, y en caso de que los nazis alemanes trataran de invadir Checoslovaquia, Estados Unidos permanecerá neutral.
- 10 de septiembre: en Núremberg (Alemania), Hermann Göring afirma en un discurso que los checos son una «raza miserable de pigmeos» que «amenazan a la raza humana». Esa misma tarde, Edvard Beneš, presidente de Checoslovaquia, afirma en un discurso que hay que mantener la calma.
- 12 de septiembre: Adolf Hitler promete ayuda al partido nazi en los Sudetes.
- 15 de septiembre: en Berchtesgarden, Adolf Hitler y Neville Chamberlain realizan una entrevista.
- 21 de septiembre: el Gran Huracán de Nueva Inglaterra de 1938 toca tierra en Long Island, Nueva York con categoría 3 en la escala de huracanes de Saffir-Simpson, arrasando el noreste de Estados Unidos.
- 22 de septiembre: segunda entrevista entre Adolf Hitler y Neville Chamberlain.
- 29 de septiembre: la conferencia de Múnich acuerda la cesión de los Sudetes a Alemania.

### Octubre
- 2 de octubre: en Tiberíades (Palestina) ―en el marco de la revuelta palestina (1936-1939)― 70 «árabes» (palestinos) armados acuchillan a 19 inmigrantes civiles judíos, 11 de los cuales eran niños (masacre de Tiberíades).
- 18 de octubre: Adolf Hitler expulsa a 12 000 judíos polacos que vivían en Alemania. El Gobierno polaco acepta 4000 y rechaza a los 8000 restantes, que se verán forzados a vivir en una «tierra de nadie» en la frontera germanopolaca.
- 24 de octubre: el Gobierno de Estados Unidos decreta un salario mínimo.
- 27 de octubre: en Tiberíades (Palestina ), 25 días después de la masacre de Tiberíades, musulmanes palestinos asesinan al alcalde judío, Isaac Zaki Alhadif.
- 30 de octubre: en los Estados Unidos, la transmisión de La guerra de los mundos, de H. G. Wells provoca pánico en varias ciudades.

### Noviembre
- 7 de noviembre en París (Francia), Herschel Grynszpan asesina a Ernst vom Rath, cónsul en la embajada alemana en esa ciudad.
- 9 de noviembre: en Alemania (durante la noche del 9 al 10 de noviembre), los nazis perpetran la "Noche de los cristales rotos": matan a 91 judíos, incendian 267 sinagogas, destruyen 7500 establecimientos y arrestan a 25 000 judíos varones.
- 16 de noviembre: en los laboratorios Sandoz de Basilea (Suiza), el químico suizo Albert Hofmann (1906-2008), mientras estudia los alcaloides producidos por el cornezuelo del centeno, sintetiza la dietilamida de ácido lisérgico (LSD). Descubrirá involuntariamente sus efectos psicotrópicos cuatro años más tarde (el 16 de abril de 1943).
- 26 de noviembre: en España ―en el marco de la guerra civil española― termina la batalla del Ebro con la retirada total del ejército republicano.
- 27 de noviembre: en Perú, el Club Alianza Lima desciende por primera vez en su historia a la Segunda División del fútbol peruano.

### Diciembre
- 3 de diciembre: en Santiago, Chile se inaugura el Estadio Nacional de Chile.
- 13 de diciembre: el gobierno de Burgos firma del decreto fundacional de la ONCE.
- 22 de diciembre: en Berlín, Otto Hahn, director de química del Instituto Kaiser Wilhelm, y su equipo consiguen la primera fisión nuclear de la historia.
- 22 o 23 de diciembre: Un celacanto, un pez que se creía extinto, es capturado frente a la costa de Sudáfrica, cerca del río Chalumna.
- Acuerdo ítalo-británico, donde el Reino Unido reconoce la soberanía italiana sobre la invadida Etiopía, e Italia se compromete a retirar sus tropas de España al término de la guerra civil.
- En Italia, una ley limita a las mujeres a ocupar solo el 10 % de los trabajos mejores pagos en la industria y el gobierno.
- La poeta chilena Gabriela Mistral (futura premio Nobel de Literatura en 1945) publica su libro Tala.

## Nacimientos

### Enero
- 1 de enero: Frank Langella, actor estadounidense.
- 2 de enero: 
  - Ian Brady, asesino serial británico (f. 2017).
  - Goh Kun, político surcoreano, alcalde de Seúl.
  - Norman Briski, actor, dramaturgo, director de teatro y cine argentino.
- 3 de enero: Francis Smith, compositor, productor y músico argentino (f. 2009).
- 4 de enero: Nilda Raggi, actriz y directora argentina.

- 5 de enero: 

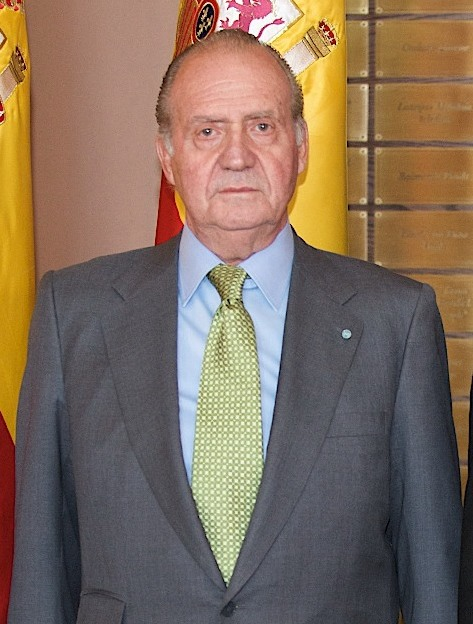
Juan Carlos I

  - Juan Carlos I, rey español entre 1975 y 2014.
  - Lucía Guilmáin, actriz mexicana (f. 2021).
  - Ngugi wa Thiongo, escritor keniano.(f.2025)
- 6 de enero: 
  - Adriano Celentano, cantante y actor italiano.
  - Mario Rodríguez («Silo»), escritor argentino (f. 2010).
  - Larisa Shepitko, directora de cine, guionista y actriz rusa (f. 1979).
- 7 de enero: Roland Topor, escritor francés (f. 1997).
- 9 de enero: Chidambaran Padmanabhan Ramanuyám, matemático indio (f. 1974).
- 10 de enero: 
  - Donald Knuth, matemático y programador estadounidense.
  - Willie McCovey, beisbolista estadounidense (f. 2018).
- 11 de enero: Josep María Flotats, actor y director teatral español.
- 13 de enero: 
  - William B. Davis, actor canadiense.
  - Cabu, dibujante francés (f. 2015).
  - Paavo Heininen, compositor finlandés.
  - Shivkumar Sharma, Indian músico.
- 14 de enero: Allen Toussaint, músico y compositor estadounidense (f. 2015).
- 16 de enero: Betty Missiego, cantante peruana.
- 18 de enero: Anthony Giddens, sociólogo británico.
- 23 de enero: Georg Baselitz, escultor y pintor alemán.
- 25 de enero: 
  - Etta James, cantante estadounidense (f. 2012).
  - Shotaro Ishinomori, escritor japonés (f. 1998).
  - Vladímir Vysotski, cantautor, poeta y actor ruso (f. 1980).
- 30 de enero: Islom Karimov, político uzbeco, presidente de Uzbekistán (f. 2016).
- 31 de enero: Beatriz de los Países Bajos, aristócrata y exreina neerlandesa.

### Febrero
- 1 de febrero:
  - Sherman Hemsley, comediante y actor estadounidense (f. 2012).
  - Américo Martín, político venezolano.
- 7 de febrero: Enrique Colavizza, actor y humorista colombiano (f. 2018).
- 11 de febrero: 
  - Simone de Oliveira, actriz y cantante portuguesa.
  - Manuel Noriega, general y dictador panameño (f. 2017).
- 12 de febrero: 
  - Judy Blume, escritora estadounidense.

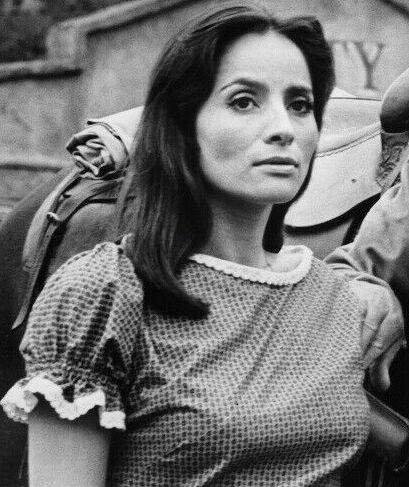
Pilar Pellicer

- - Pilar Pellicer, actriz mexicana.(f 2020).
- 13 de febrero: Oliver Reed, actor británico (f. 1999).
- 14 de febrero: Antonio Dal Masetto, escritor y periodista italiano nacionalizado argentino (f. 2015).
- 16 de febrero: John Corigliano, compositor estadounidense.
- 18 de febrero: István Szabó, cineasta húngaro.
- 19 de febrero: René Muñoz, actor y escritor de telenovelas cubano (f. 2000).
- 20 de febrero: Richard Beymer, actor estadounidense.
- 22 de febrero: Manuel Martínez Carril, crítico de cine, periodista y profesor uruguayo (f. 2014).
- 24 de febrero: 
  - James Farentino, actor estadounidense (f. 2012).
  - Phil Knight, empresario estadounidense de ropa deportiva.
- 25 de febrero: Diane Baker, actriz estadounidense.

### Marzo

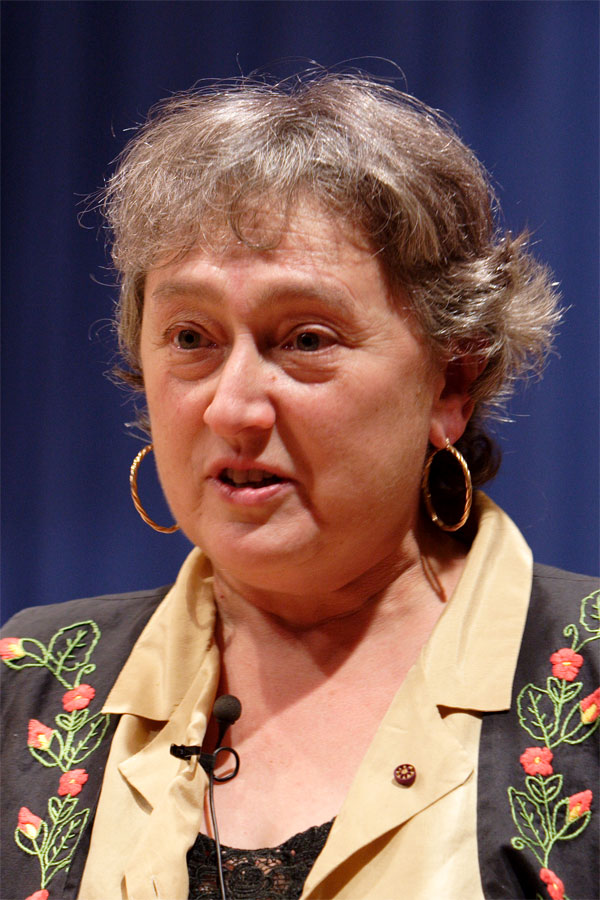
Lynn Margulis

- 2 de marzo: Ricardo Lagos Escobar, presidente chileno entre 2000 y 2006.
- 4 de marzo: 
  - Angus MacLise, baterista estadounidense, de la banda Velvet Underground (f. 1979).
  - Paula Prentiss, actriz estadounidense.
- 5 de marzo: 
  - Fred Williamson, actor estadounidense.
  - Jordi Dauder, actor español (f. 2011).
  - Lynn Margulis, científica estadounidense (f. 2011).
  - Rafael Lozano Martínez, violinista, profesor y músico español (f. 2010).
- 7 de marzo: David Baltimore, biólogo estadounidense, premio nobel de fisiología o medicina.
- 10 de marzo: Quemil Yambay, músico, compositor e imitador paraguayo.
- 13 de marzo: Erma Franklin, cantante estadounidense c (f. 2002).
- 14 de marzo: Eleanor Bron, actriz británica.
- 17 de marzo: 
  - Rudolf Nuréyev, bailarín y coreógrafo ruso (f. 1993).
  - Keith O'Brien, sacerdote católico, arzobispo de Edimburgo (f. 2018).
- 18 de marzo: 
  - Shashi Kapoor, actor, director, y productor indio (f. 2017).
  - Mark Donohue, piloto de automovilismo estadounidense (f. 1975).
- 24 de marzo: 
  - Holger Czukay, músico alemán, de la banda Can (f. 2017).
  - David Irving, historiador británico.
  - Atilio Pozzobón, actor argentino (f. 2020).
- 26 de marzo: Anthony J. Leggett, físico estadounidense, premio nobel de física.

### Abril
- 6 de abril: Roy Thinnes, actor estadounidense.
- 7 de abril: Freddie Hubbard, trompetista estadounidense de jazz (f. 2008).
- 8 de abril: Kofi Annan, político ghanés, secretario general de las Naciones Unidas, premio nobel de la paz (f. 2018).
- 9 de abril: Viktor Chernomyrdin, político ruso (f. 2010).
- 11 de abril: Kurt Moll, bajo alemán (f. 2017).
- 13 de abril: Frederic Rzewski, compositor y pianista estadounidense.
- 15 de abril: Claudia Cardinale, actriz italiana nacida en Túnez.
- 19 de abril: Stanley Fish, teórico literario estadounidense.
- 20 de abrilː Betty Cuthbert, atleta y velocista australiana (f. 2017)
- 22 de abril: Issey Miyake, diseñador japonés de modas.(f.2022)
- 26 de abril: Duane Eddy, músico estadounidense.
- 29 de abril: Bernard Madoff, delincuente financiero estadounidense.(f.2021)
- 30 de abril: Larry Niven, escritor estadounidense de ciencia ficción (Mundo Anillo).

### Mayo
- 1 de mayo: Gianni Lunadei, actor argentino de origen italiano (f. 1998).
- 3 de mayo: Lindsay Kemp, bailarín, actor, mimo y coreógrafo británico (f. 2018).
- 4 de mayo: Carlos Monsiváis, escritor mexicano (f. 2010).
- 5 de mayo: Jerzy Skolimowski, director, guionista y actor polaco.
- 8 de mayo: 
  - Jean Giraud, historietista e ilustrador francés (f. 2012).
  - Corine Rottschäfer, modelo neerlandesa, Miss Mundo 1959.

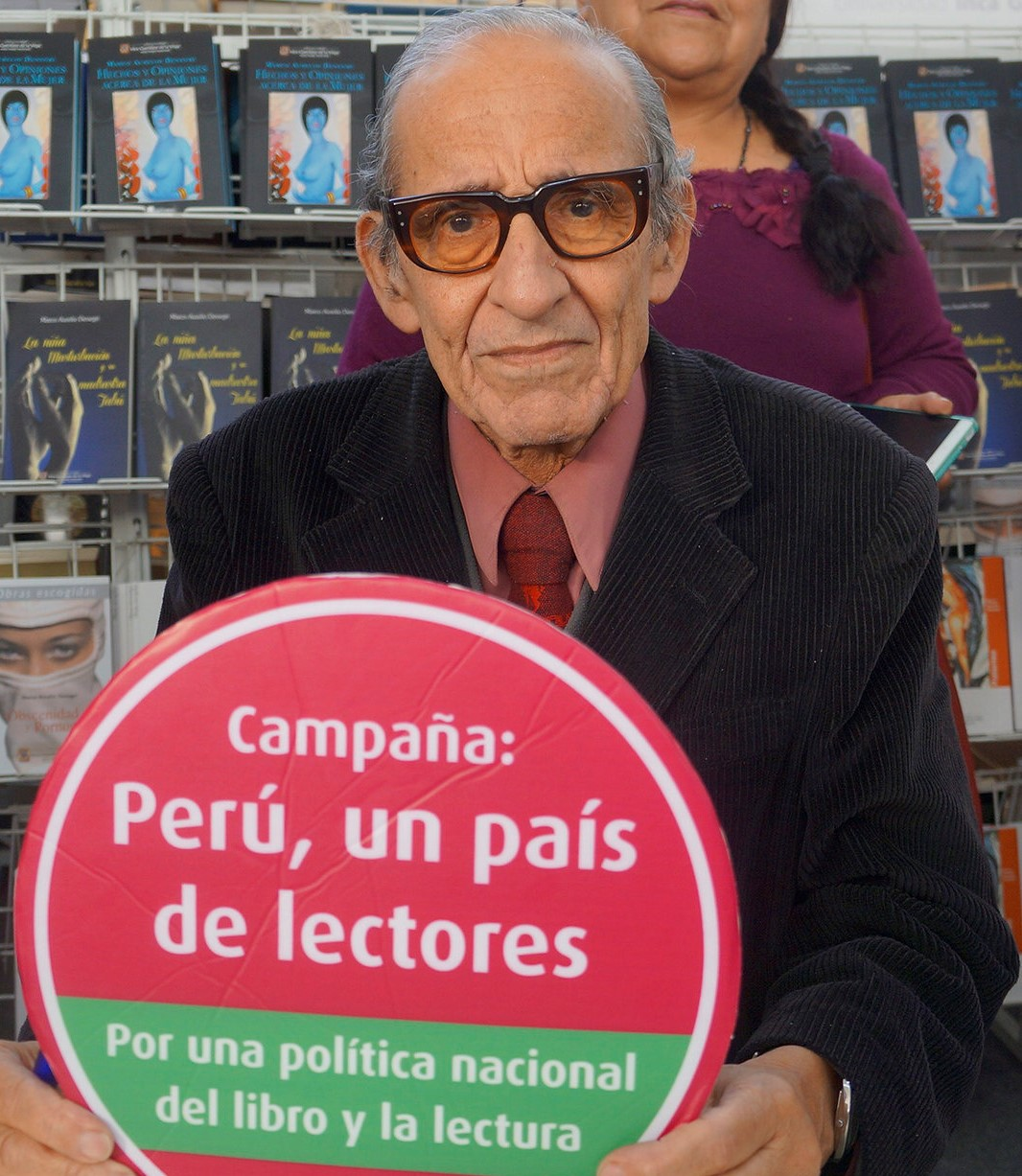
Marco Aurelio Denegri

- 9 de mayo: Carroll Cole, asesino en serie estadounidense. (f. 1985)
- 10 de mayo:
  - Manolo Santana, extenista español ganador de cuatro Grand Slam.
  - Maksim Shostakóvich, director de orquesta y pianista ruso.
- 11 de mayo: Joan Margarit, poeta y arquitecto español.
- 15 de mayo: Tommy Olivencia, músico puertorriqueño (f. 2006).
- 16 de mayo: Marco Aurelio Denegri, ensayista peruano (f. 2018).
- 21 de mayo: Ana Diosdado, escritora y actriz española (f. 2015).
- 22 de mayo: Susan Strasberg, actriz estadounidense (f. 1999).
- 24 de mayo: 
  - Prince Buster, músico jamaiquino (f. 2016).
  - Tommy Chong, actor y comediante canadiense.
- 25 de mayo: 
  - Franco Bonisolli, tenor italiano (f. 2003).
  - Raymond Carver, escritor estadounidense (f. 1988).
- 26 de mayo: 
  - William Bolcom, compositor y arreglista estadounidense.
  - Teresa Stratas, soprano canadiense.
- 27 de mayo: Christian Von Wernich, sacerdote católico y torturador argentino, condenado a prisión.
- 28 de mayo: 
  - Jerry West, baloncestista estadounidense.
  - Leonardo Favio, actor y cantante argentino (f. 2012).
  - Eppie Wietzes, piloto canadiense de automovilismo (f. 2020).

### Junio

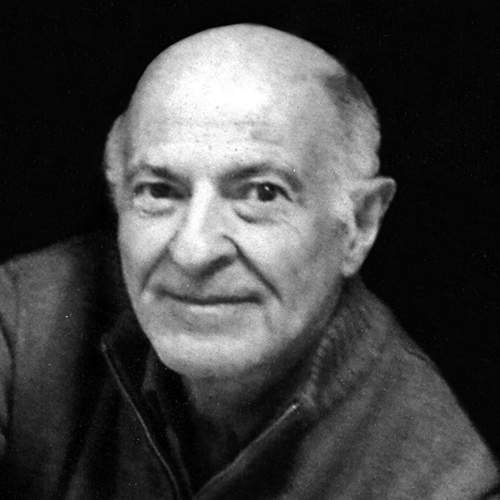
Humberto Antonio Lagiglia

- 4 de junio: Carlos Sahagún, poeta español, Premio Nacional de Poesía (f. 2015).
- 9 de junio: Juan Balboa Boneke, escritor, pintor y político ecuatoguineano (f. 2014).
- 12 de junio: Tom Oliver, actor australiano.
- 13 de junio: Humberto Antonio Lagiglia, arqueólogo, antropólogo y naturalista argentino (f. 2009).
- 19 de junio: 
  - Wahoo McDaniel, luchador profesional y jugador estadounidense de fútbol americano (f. 2002).
  - Ian Smith, actor australiano.
- 21 de junio: Ron Ely, actor estadounidense (Tarzán).
- 22 de junio: 
  - Raúl Barboza, acordeonista argentino.
  - Norberto Luis La Porta, político argentino (f. 2007).
- 24 de junio: Edoardo Vianello, cantante, compositor y actor italiano.
- 26 de junio: Arnulfo Briceño, compositor e intérprete colombiano de música andina y llanera (f. 1989).
- 27 de junio: Kathryn Beaumont, actriz y cantante británica.
- 30 de junio: Pedro Olea, cineasta español.

### Julio
- 3 de julio: 
  - Bolo Yeung, actor hongkonés.
  - Sjaak Swart, futbolista neerlandés.
- 4 de julio: Bill Withers, cantante y compositor estadounidense.(f 2020).
- 6 de julio: 
  - Luana Patten, actriz estadounidense (f. 1996).
  - Takuma Nakahira, fotógrafo japonés. (f. 2015).
- 7 de julio: Juan Carlos Calderón, compositor, arreglista y productor musical español (f. 2012).
- 9 de julio: Brian Dennehy, actor estadounidense.(f 2020).
- 10 de julio: Tura Satana, actriz japonesa-estadounidense (f. 2011).
- 18 de julio: 
  - Paul Verhoeven, cineasta neerlandés.
  - Santiago Martín "El Viti", torero español.
- 19 de julio: Jayant Narlikar, astrofísico indio.
- 20 de julio: 
  - Roger Hunt, futbolista británico.
  - Diana Rigg, actriz británica (f. 2020).
  - Natalie Wood, actriz ruso-estadounidense (f. 1981).
- 22 de julio: 
  - Terence Stamp, actor británico.
  - Thamarak Isarangura, militar y político tailandés.
- 23 de julio: Ronny Cox, actor estadounidense.
- 24 de julio: 
  - Eugene J. Martin, pintor estadounidense (f. 2005).
  - José Altafini, futbolista italiano-brasileño.
- 27 de julio: Gary Gygax, diseñador de juegos y escritor estadounidense (f. 2008).
- 28 de julio: 
  - Luis Aragonés, futbolista y mánager español (f. 2014).
  - Alberto Fujimori, empresario y político peruano-japonés, presidente del Perú entre 1990 y 2000.
  - Chuan Leekpai, político tailandés.
- 29 de julio: Peter Jennings, reportero televisivo canadiense (f. 2005).
- 30 de julio: Cirilo Nelson, botánico investigador hondureño (f. 2020).

### Agosto
- 3 de agosto: 
  - Sir Terry Wogan, periodista irlandés de radio y televisión.(f 2016).
  - Emilia Carranza, actriz mexicana.
- 8 de agosto: Connie Stevens, actriz, cantante y empresaria estadounidense.
- 9 de agosto: 
  - Leonid Kuchma, político ucraniano, presidente entre 1994 y 2005.
  - Rod Laver, tenista australiano.
  - Otto Rehhagel, futbolista alemán.
- 10 de agosto: Nana Yamaguchi, seiyū japonesa.
- 13 de agosto: Lucille Soong, actriz estadounidense de origen chino.
- 19 de agosto: Diana Muldaur, actriz estadounidense.

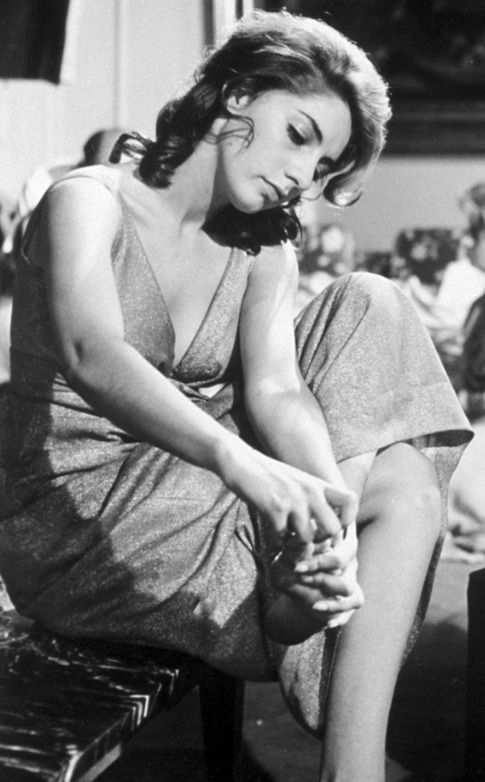
Jacqueline Andere

- 20 de agosto: Jacqueline Andere, actriz mexicana.
- 21 de agosto: Kenny Rogers, cantante estadounidense de música country.(f.2020).
- 24 de agosto: David Freiberg, músico estadounidense, de las bandas Quicksilver Messenger Service y Jefferson Starship.
- 25 de agosto: Frederick Forsyth, escritor británico.
- 28 de agosto: Maurizio Costanzo, reportero de televisión italiano.
- 29 de agosto: 
  - Elliott Gould, actor estadounidense.
  - Robert Rubin, político y banquero estadounidense.
  - Carlos Moreno, actor y director argentino de cine, teatro y televisión (f. 2014).

### Septiembre
- 1 de septiembre: Per Kirkeby, artista danés (f. 2018).
- 2 de septiembre: Giuliano Gemma, actor italiano (f. 2013).
- 3 de septiembre: Ryōji Noyori, químico japonés, premio nobel de química.
- 5 de septiembre: 
  - Irma Flaquer, periodista guatemalteca asesinada por el Gobierno (f. 1980).
  - Omar Moreno Palacios, cantautor y guitarrista folclórico argentino (f. 2021).
- 6 de septiembre: Dennis Oppenheim, artista estadounidense (f. 2011).
- 7 de septiembre: Lourdes Guerrero, periodista mexicana (f. 1997).
- 8 de septiembre: Reinbert de Leeuw, pianista, director de orquesta y compositor neerlandés. (f 2020).
- 10 de septiembre: Karl Lagerfeld, diseñador de modas y fotógrafo alemán (f. 2019).
- 22 de septiembre: Lilia Aragón, actriz mexicana (f. 2021).

- 23 de septiembre: 

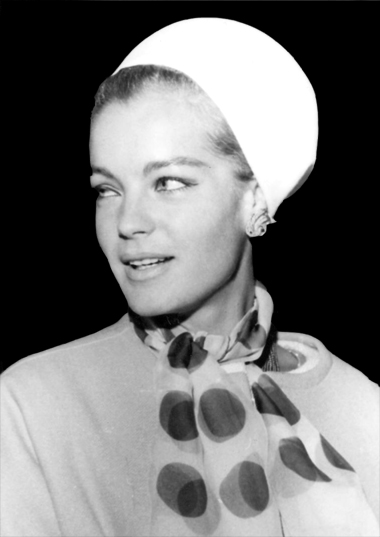
Romy Schneider

  - Romy Schneider, actriz austríaca (f. 1982).
  - Tom Lester, actor estadounidense (f. 2020).
- 25 de septiembre: 
  - Santiago Chalar, traumatólogo, poeta, compositor, músico y cantante uruguayo (f. 1994).
  - Jonathan Motzfeldt, político neerlandés, primer ministro de Groenlandia (f. 2010).
  - Neville Lederle, piloto sudafricano de automovilismo (f. 2019).
- 28 de septiembre: Ben E. King, cantante estadounidense (f. 2015).
- 29 de septiembre: Wim Kok, político neerlandés, primer ministro de Países Bajos entre 1994 y 2002.(f. 2018).

### Octubre
- 1 de octubre: Stella Stevens, estadounidense actriz y modelo (f. 2023).
- 3 de octubre: Pedro Pablo Kuczynski, economista y político peruano, presidente del Perú entre 2016 y 2018.
- 3 de octubre: Eddie Cochran, cantante estadounidense de rock and roll (f. 1960).
- 4 de octubre: Kurt Wüthrich, químico suizo, premio nobel de química.
- 8 de octubre: Roberto Luti, compositor italiano-venezolano.
- 9 de octubre: Heinz Fischer, político austriaco.
- 10 de octubre: Leroy Hood, biólogo estadounidense.
- 14 de octubre: Farah Diba, aristócrata iraní.
- 15 de octubre: Fela Kuti, músico y activista nigeriano (f. 1997).
- 16 de octubre: Nico (Christa Päffgen), cantante, modelo y actriz alemana (f. 1988).
- 17 de octubre: Evel Knievel, motociclista estadounidense (f. 2007).
- 20 de octubre: Emidio Greco, cineasta italiano (f. 2012).
- 20 de octubre: Dolores Hart, actriz estadounidense.
- 20 de octubre: César Isella, músico, cantante y compositor folclórico argentino (f. 2021).
- 20 de octubre: Iain Macmillan, fotógrafo británico (f. 2006), del álbum Abbey Road de los Beatles.
- 21 de octubre: Héctor Suárez, actor y comediante mexicano (f. 2020)
- 22 de octubre: Derek Jacobi, actor británico.
- 22 de octubre: Christopher Lloyd, actor estadounidense.
- 28 de octubre: Anne Perry, novelista británica (f. 2023).
- 29 de octubre: Ralph Bakshi, cineasta e historietista israelí.
- 29 de octubre: Ellen Johnson Sirleaf, política liberiana, presidenta desde entre 2006 y 2018.
- 31 de octubre: Luz Marina Zuluaga, modelo colombiana, Miss Universo 1958 (f. 2015).

### Noviembre
- 4 de noviembre: Jorge Manicera, futbolista uruguayo (f. 2012).
- 4 de noviembre: Romárico Sotomayor García, general y político cubano (f. 2024).
- 5 de noviembre: Alci Acosta, cantautor colombiano de boleros.
- 5 de noviembre: Joe Dassin, cantante francés (f. 1980).
- 5 de noviembre: Enéas Carneiro, político brasileño (f. 2007).
- 8 de noviembre: Omar Caetano, futbolista uruguayo. (f. 2008)
- 8 de noviembre: Murtala Mohammed, presidente de Nigeria en 1975-1976, héroe nacional (f. 1976).

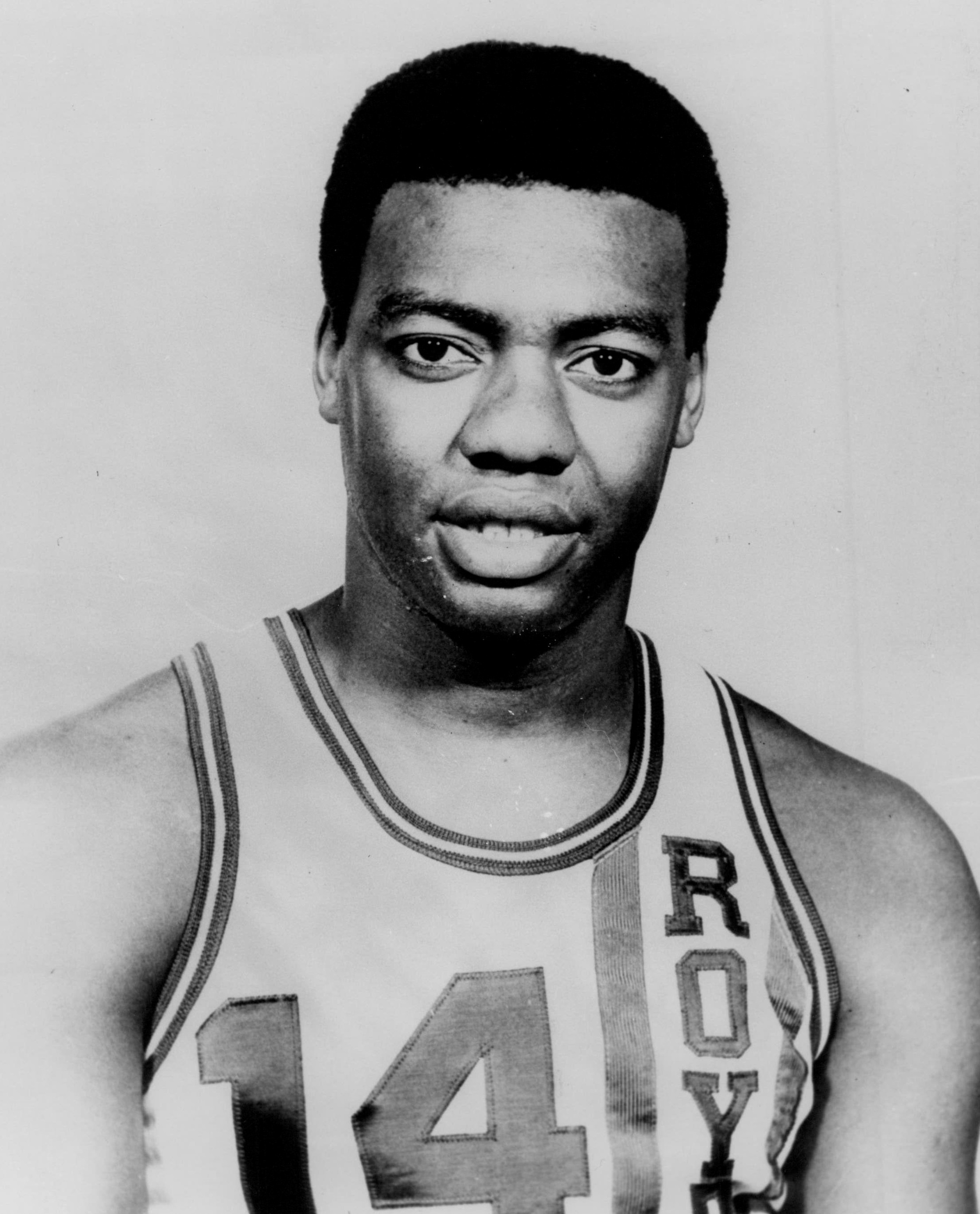
Oscar Robertson

- 13 de noviembre: Jean Seberg actriz estadounidense (f. 1979).
- 15 de noviembre: Marcos Carías Zapata historiador, escritor y académico hondureño (f. 2018).
- 16 de noviembre: Robert Nozick, filósofo estadounidense (f. 2002).
- 17 de noviembre: Gordon Lightfoot, cantante canadiense de música folk.(f.2023)
- 19 de noviembre: Ted Turner, empresario de medios y multimillonario estadounidense.
- 24 de noviembre: Oscar Robertson, baloncestista estadounidense.
- 24 de noviembre: Charles Starkweather, asesino estadounidense (f. 1959).
- 25 de noviembre: Severino Reija, futbolista español.

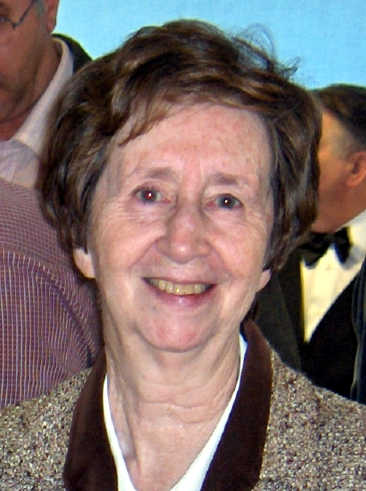
Margarita Salas

- 30 de noviembre: Margarita Salas, bioquímica española (f.2019).

### Diciembre
- 2 de diciembre: Luis Artime, futbolista argentino.
- 4 de diciembre: Yvonne Minton, soprano australiana.
- 5 de diciembre: J. J. Cale, músico y compositor estadounidense (f. 2013).
- 6 de diciembre: Patrick Bauchau, actor belga.
- 8 de diciembre: John Kufuor, político ghanés, presidente de Ghana desde 2001 hasta 2009.
- 12 de diciembre: Connie Francis, cantante y actriz estadounidense.
- 14 de diciembre: Leonardo Boff, teólogo brasileño.
- 16 de diciembre: 
  - Liv Ullmann, actriz noruega.
  - Lucio Cabañas, Guerrillero Mexicano. (f.1974)
- 17 de diciembre: Peter Snell, atleta neozelandés. (f. 2019).
- 18 de diciembre: 
  - Chas Chandler, bajista y productor musical estadounidense, de la banda The Animals (f. 1996).
  - Lucía Baquedano, novelista española.
- 21 de diciembre: Rómulo Méndez Molina, árbitro de fútbol guatemalteco.
- 22 de diciembre: Brian Locking, bajista británico, de la banda The Shadows.
- 23 de diciembre: Bob Kahn, pionero estadounidense de Internet.
- 29 de diciembre: Jon Voight, actor estadounidense.
- 31 de diciembre: Marien Ngouabi, político congoleño, presidente entre 1969 y 1977 (f. 1977).

### Fecha desconocida

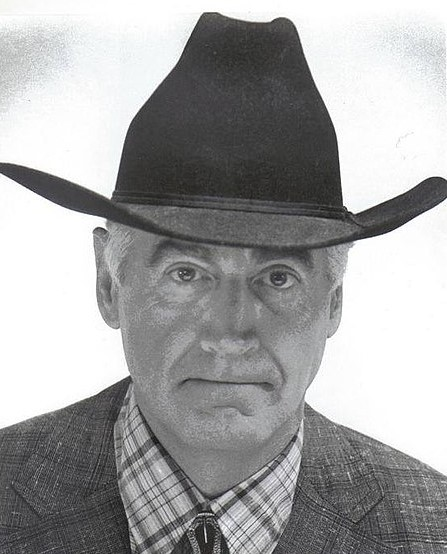
Tom Willett

- Tom Willett, actor, cantante y youtuber estadounidense.
- Bill Bailey, actor y escritor estadounidense.
- Fanta Damba, cantante maliense.
- Raquel Ilonbé, escritora ecuatoguineana (f. 1992).

## Fallecimientos

### Enero
- 5 de enero: Bartomeu Rosselló-Pòrcel (24), poeta y traductor español en lengua catalana (n. 1913).
- 16 de enero: Sharat Chandra Chattopadhyay (61), novelista indio (n. 1876).
- 20 de enero: Émile Cohl (80), caricaturista y animador francés (n. 1857).
- 21 de enero: Georges Méliès (76), cineasta francés (n. 1861).
- 28 de enero: Bernd Rosemeyer (28), piloto alemán de carreras (n. 1909).
- 29 de enero: Armando Palacio Valdés (84), escritor español (n. 1853).

### Febrero
- 6 de febrero: Néstor Martín Fernández de la Torre (70), pintor y artista español (n. 1887).
- 7 de febrero: Harvey Firestone (69), fabricante estadounidense de neumáticos (n. 1868).
- 10 de febrero: Vladímir Antónov-Ovséyenko (54), revolucionario ruso, periodista, y diplomático soviético; ejecutado (n. 1883).
- 11 de febrero: Rafael Calleja Gómez (67), compositor español (n. 1870).
- 17 de febrero: Juan Soldado (23), soldado (n. 1914).
- 18 de febrero: Leopoldo Lugones, poeta, narrador, periodista, historiador, bibliotecario, docente, teósofo, diplomático y político conservador argentino (n. 1874), padre del policía Polo Lugones (1897‑1971) y abuelo de la periodista Pirí Lugones (1925‑1978), torturada y asesinada mediante la picana eléctrica inventada por su padre.
- 19 de febrero: Edmund Landau (60), matemático alemán (n. 1877).
- 21 de febrero: Carlos de Haya González (35), aviador español (n. 1902).

### Marzo
- 1 de marzo: Gabriele D'Annunzio (74), escritor, héroe de guerra y político italiano (n. 1863).
- 6 de marzo: Pachín de Melás (60), escritor español (n. 1877).
- 11 de marzo: Christen Christiansen Raunkiær (77), botánico danés (n. 1860).
- 12 de marzo: Lyda Roberti (31), actriz polaca (n. 1906).
- 13 de marzo: Clarence Darrow (80), abogado estadounidense (n. 1857).
- 15 de marzo:
  - Nikolai Bukharin (49), revolucionario ruso y político soviético; ejecutado (n. 1888).
  - Nikolái Krestinski (54), revolucionario ruso y político soviético; ejecutado (n. 1883).
  - Alexei Rykov (56), revolucionario ruso y primer ministro de Rusia y de la Unión Soviética; ejecutado (n. 1881).
- 21 de marzo: Oscar Apfel (60), actor y director estadounidense (n. 1878).
- 30 de marzo: Agustín Víctor Casasola(63), fotógrafo mexicano (f. 1874).

### Abril
- 7 de abril: Edmundo González-Blanco (60), filósofo, traductor y novelista español (n. 1877).
- 8 de abril: Joe King Oliver (53), músico estadounidense de jazz (n. 1885).
- 12 de abril: Feodor Chaliapin (64), bajo ruso (n. 1873).
- 14 de abril: Gillis Grafstrom (44), jugador de skate sueco (n. 1893).
- 15 de abril: César Vallejo (45), poeta peruano (n. 1892).
- 16 de abril: Steve Bloomer (63), futbolista británico (n. 1874).
- 21 de abril: Allama Iqbal (61), filósofo y poeta indio (n. 1877).
- 26 de abril: Edmund Husserl (78), filósofo alemán (n. 1859).
- 30 de abril: Gloria Melgar Sáez (78), compositora y pintora española (n. 1859).

### Mayo
- 4 de mayo: 
  - Jigorō Kanō (77), artista marcial japonés (n. 1860).
  - Carl von Ossietzky (48), pacifista alemán, premio nobel de la paz (n. 1889).
- 10 de mayo: Benjamin Abrahão Botto (48), fotógrafo libanés nacionalizado brasileño (n. 1890).
- 13 de mayo: Charles Edouard Guillaume (77), físico suizo, premio Nobel de Física en 1920 (n. 1861).
- 21 de mayo: Einar Hjörleifsson Kvaran (79), escritor islandés (n. 1859).
- 22 de mayo: William Glackens (68), pintor estadounidense (n. 1870).
- 26 de mayo: John Jacob Abel (81), farmacólogo estadounidense (n. 1857).

### Junio
- 6 de junio: Rafael Guízar y Valencia (60),  obispo católico mexicano (n. 1878).
- 15 de junio: Ernst Ludwig Kirchner (57), pintor alemán (n. 1880).
- 25 de junio: Nikolai S. Trubetzkoy (48), lingüista ruso (n. 1890).
- 26 de junio: James Weldon Johnson (66), escritor, político, y diplomático estadounidense (n. 1871).

### Julio
- 4 de julio: 
  - Otto Bauer (57), político austriaco (n. 1881).
  - Suzanne Lenglen (39), tenista francesa (n. 1899).
- 9 de julio: Benjamin N. Cardozo (68), juez estadounidense (n. 1870).
- 17 de julio: Robert Wiene (65), director alemán (n. 1873).
- 21 de julio: Owen Wister (78), escritor estadounidense (n. 1860).
- 24 de julio: Pedro Figari (78), pintor, abogado, escritor y periodista uruguayo (n. 1878).
- 25 de julio: Franz I (83), príncipe de Liechtenstein (n. 1854).
- 28 de julio: Yakov Alksnis (41), aviador soviético, comandante de la Fuerza Aérea del Ejército Rojo; ejecutado (n. 1897).
- 28 de julio: María Bonita, María Gomes de Oliveira, forajida brasileña (n.1911).

### Agosto
- 4 de agosto: Pearl White (49), actriz estadounidense (n. 1889).
- 6 de agosto: Warner Oland (59), actor sueco (n. 1879).
- 7 de agosto: Constantin Stanislavski (75), actor ruso, profesor de teatro (n. 1863).
- 16 de agosto: Robert Johnson (27), cantautor estadounidense (n. 1911).
- 29 de agosto: Béla Kun (52), líder comunista húngaro (n. 1886).

### Septiembre
- 8 de septiembre: Agustín Magaldi (40), cantante argentino (n. 1898).
- 15 de septiembre: Thomas Wolfe (38), escritor estadounidense (n. 1900).

### Octubre
- 2 de octubre: Alexandru Averescu (79), soldado y político rumano (n. 1859).
- 5 de octubre: María Faustina Kowalska (33), monja y santa católica polaca (n. 1905).
- 13 de octubre: E. C. Segar (44), historietista estadounidense, creador de Popeye el Marino (n. 1894).
- 17 de octubre:
  - Karl Kautsky (84), teórico marxista austriaco (n. 1854).
  - Niño Fidencio, famoso curandero mexicano (n. 1898).
- 19 de octubre: Niño Fidencio (39), curadero mexicano (n. 1898).
- 24 de octubre: Ernst Barlach (68), escultor y poeta alemán (n. 1870).
- 25 de octubre: Alfonsina Storni (46), poetisa argentina (n. 1892).
- 27 de octubre: Alma Gluck (54), soprano estadounidense (n. 1884).
- 20 de octubre: Robert Woolsey (50), comediante estadounidense (n. 1888).

### Noviembre
- 9 de noviembre: Vasily Blyukher (49), militar soviético, mariscal de la Unión Soviética; ejecutado (n. 1889).
- 9 de noviembre: Ernst vom Rath (29), diplomático alemán (n. 1909).
- 10 de noviembre: Mustafa Kemal Atatürk (57), político y presidente turco entre 1923 y 1938 (n. 1881).
- 11 de noviembre: María Tifoidea (Mary Mallon, 69), cocinera estadounidense inmune a la fiebre tifoidea (n. 1869), que contagió esta enfermedad a decenas de familias, que fallecieron; fue encarcelada a cadena perpetua.
- 30 de noviembre: Corneliu Zelea Codreanu (38), fascista rumano, líder de la Guardia de Hierro; ejecutado (n. 1899).

### Diciembre
- 11 de diciembre: Christian Lous Lange (69), historiador y pacifista noruego, premio nobel de la paz en 1921 (n. 1869).
- 14 de diciembre: Gustavo Arboleda Restrepo (57), historiador, periodista, y polimata colombiano (n. 1881).
- 15 de diciembre: Valeri Chkálov (34), piloto de pruebas ruso, Héroe de la Unión Soviética (n. 1904).
- 24 de diciembre: Bruno Taut (58), arquitecto alemán (n. 1880).
- 25 de diciembre: Karel Čapek (48), escritor checo (n. 1890).
- 28 de diciembre: Florence Lawrence (52), inventora y actriz canadiense (n. 1886).

## Fecha desconocida
- Fallece James Maxwell, abogado, médico y psíquico francés (n. 1858).[1]

## Arte y literatura
- Agatha Christie: Navidades trágicas, Cita con la muerte.
- Daphne du Maurier: Rebeca.
- William Faulkner: Los invictos.
- Graham Greene: Brighton rock.
- Henry Miller: Trópico de Capricornio.
- Ayn Rand: Himno.
- Jean-Paul Sartre: La náusea.
- Evelyn Waugh: ¡Noticia bomba!.
- Georges Simenon: La casa de los Krull.
- C. S. Lewis: Más allá del planeta silencioso.

## Música
- A una edad muy joven, Frank Sinatra encuentra trabajo como mesero cantante en un restaurante de paso "The Rustic Cabin en Englewood Cliffs, Nueva Jersey.
- Se publica la canción de jazz Jeepers Creepers compuesta por Harry Warren y escrita por Johnny Mercer.

## Cine
- Alarma en el expreso (The Lady Vanishes), de Alfred Hitchcock.
- Alexander Nevski (Алекса́ндр Не́вский), de Sergei M. Eisenstein y Dmitri Vasilyev.
- Amanda (Carefree), de Mark Sandrich (con Fred Astaire y Ginger Rogers).
- Ángeles con caras sucias (Angels with Dirty Faces), de Michael Curtiz.
- Ardid femenino (Vivacious Lady), de George Stevens.
- El barbero de Sevilla, de Benito Perojo.
- La bestia humana (La Bête humaine), de Jean Renoir.
- Carmen, la de Triana, de Florián Rey.
- La ciudadela (The Citadel), de King Vidor.
- Der Blaufuchs, de Viktor Tourjansky
- El divorcio de la señorita X (The Divorce of Lady X), de Tim Whelan.
- La adorable revoltosa / La fiera de mi niña (Bringing Up Baby), de Howard Hawks.
- Forja de hombres (Boys Town), de Norman Taurog.
- Horizontes de gloria (Lord Jeff), de Sam Wood.
- El hotel de los líos (Room Service), de William A. Seiter (con los Hermanos Marx).
- Jezabel (Jezebel), de William Wyler.
- María Antonieta (Marie Antoinette), de W. S. Van Dyke.
- Ocho mujeres y un crimen (The Mad Miss Manton), de Leigh Jason.
- La octava mujer de Barba Azul (Bluebeard's Eighth Wife), de Ernst Lubitsch.
- Pygmalión (Pygmalion), de Anthony Asquith y Leslie Howard.
- Las aventuras de Robin Hood / Robin de los bosques (The adventures of Robin Hood), de Michael Curtiz y William Keighley.
- La sensación de París (The Rage of Paris), de Henry Koster.
- El sorprendente Dr. Clitterhouse (The Amazing Dr. Clitterhouse), de Anatole Litvak.
- Un yanqui en Oxford (A Yank at Oxford), de Jack Conway.
- Tómalo o déjalo / Vive como quieras (You Can't Take It With You), de Frank Capra.
- Negocios y placer / Vivir para gozar (Holiday), de George Cukor.

### Premios y Festivales
- 10.ª edición de los Premios Óscar.
  - Mejor Película: La vida de Emile Zola (The Life of Emile Zola).
  - Mejor dirección:  Leo McCarey por La Pícara puritana / Terrible verdad (The Awful Truth).
  - Mejor actriz: Luise Rainer por La buena tierra (The Good Earth).
  - Mejor actor: Spencer Tracy por Capitanes intrépidos (Captains Courageous).

- 6ª edición del Festival Internacional de Cine de Venecia.
  - Copa Mussolini a la mejor película:
    - De una misma sangre (Luciano Serra, pilota) de Goffredo Alessandrini
    - Olimpiada, parte 1 y Olimpiada, parte 2 (Olympia) de Leni Riefenstahl

  - Copa Volpi:
    - Mejor Actor: Leslie Howard por Pygmalión
    - Mejor actriz: Norma Shearer por María Antonieta

## Deporte

### Juegos Centroamericanos y del Caribe
- Del 5 al 24 de febrero se celebra la IV Juegos Centroamericanos y del Caribe.
  - La selección mexicana gana el medallero.

### Atletismo
- Del 3 al 5 de septiembre se celebra el II Campeonato Europeo de Atletismo Masculino en París (Francia).
  - Alemania gana el medallero.
- El 17 y 18 de septiembre se celebra el II Campeonato Europeo de Atletismo Femenino en Viena (Austria).
  - Alemania gana el medallero.

### Ciclismo
- Del 7 al 29 de mayo se disputa la 26.ª edición del Giro de Italia que gana el italiano Giovanni Valetti.

- Del 5 al 31 de julio se disputa la 32.ª edición del Tour de Francia que gana el italiano Gino Bartali.

### Fútbol
- Del 4 al 19 de junio se celebra el III Copa Mundial de Fútbol, en Francia.
  - Italia gana se proclama campeona.

### Gimnasia artística
- El 30 de junio y 1 de julio se celebra el XI Campeonato Mundial de Gimnasia Artística, en Praga (Checoslovaquia).
  - Checoslovaquia gana el medallero.

### Hockey sobre patines
- Del 26 al 30 de mayo se celebra el XI Campeonato Europeo masculino en la ciudad de Amberes (Bélgica). Inglaterra consigue el triunfo mediante el sistema de liguilla.

### Natación
- El 19 y 27 de marzo se celebra el V Campeonato Sudamericano de Natación, en Lima (Perú).
- El 6 y 15 de agosto se celebra el V Campeonato Europeo de Natación, en Londres (Reino Unido).
  - Dinamarca gana el medallero.

### Tenis
- Del 2 al 5 de septiembre se celebra la 33ª edición de la Copa Davis. Estados Unidos se proclama campeón en la final ante Australia.

- Abierto de Australia:
  - Ganadora individual: Dorothy Bundy por Estados Unidos.
  - Ganador individual: Don Budge por Estados Unidos.

- Abierto de Estados Unidos:
  - Ganadora individual: Alice Marble por Estados Unidos.
  - Ganador individual: Don Budge por Estados Unidos.

- Campeonato de Wimbledon:
  - Ganadora individual: Helen Wills Moody por Estados Unidos.
  - Ganador individual: Don Budge por Estados Unidos.

- Torneo de Roland Garros:
  - Ganadora individual: Simonne Mathieu por Francia.
  - Ganador individual: Don Budge por Estados Unidos.

## Premios Nobel
- Física: Enrico Fermi.[2]
- Química: Richard Kuhn.[2]
- Medicina: Corneille Jean François Heymans.[2]
- Literatura: Pearl Buck.[2]
- Paz: Oficina Internacional Nansen para los Refugiados.[2]